# 天津市海河教育园体育中心
天津海河教育园体育中心位于天津市津南区的海河教育园区，该体育场始建于2011年1月，并于2012年6月竣工。该体育场在2012年9月曾经举办了第九届大运会部分赛事，并将会承办在天津举行的2013年东亚运动会女子足球项目。为配合即2013年东亚运动会准备工作，2013年5月26日起天津松江队暂时将主场迁至的海河教育园区体育场。
自2016年至2018年，该体育场是天津权健足球俱乐部的主场。